# Lipocosma forsteri
Lipocosma forsteri là một loài bướm đêm trong họ Crambidae.